# Deinopis anchietae
Deinopis anchietae là một loài nhện trong họ Deinopidae.
Loài này thuộc chi Deinopis. Deinopis anchietae được miêu tả năm 1867 bởi Brito Capello.